# La Venta (paroisse civile)
Pour les articles homonymes, voir La Venta.
La Venta est l'une des quatre divisions territoriales et statistiques dont l'une des trois paroisses civiles de la municipalité de Miranda dans l'État de Mérida au Venezuela. Sa capitale est La Venta.